# La consagració de la primavera

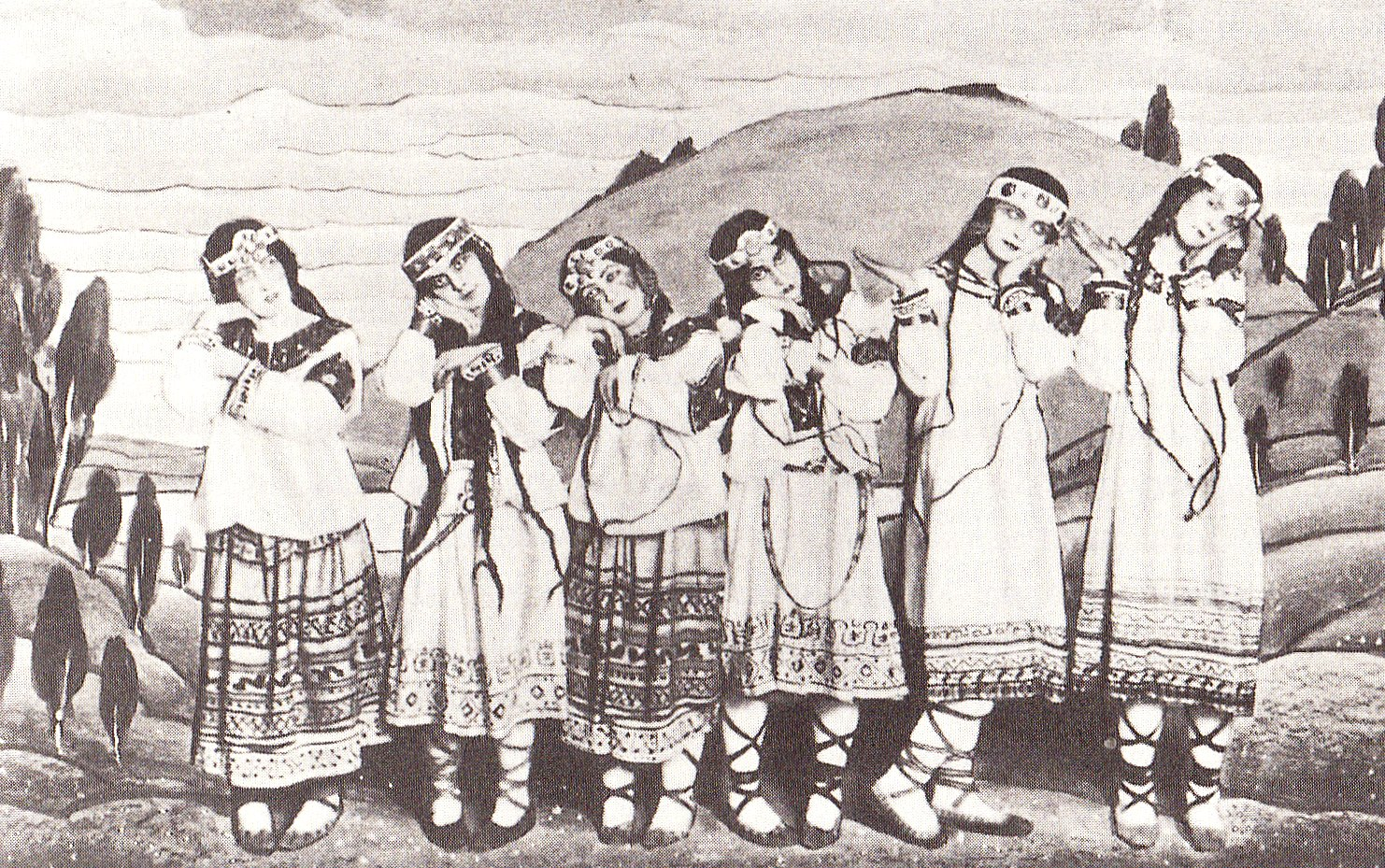
Les ballerines Julitska, Ramberg, Jejerska, Boni, Boniecka, Faithful posant amb el decorat i vestits originals a l'estrena de l'obra de Nijinski, en 1913

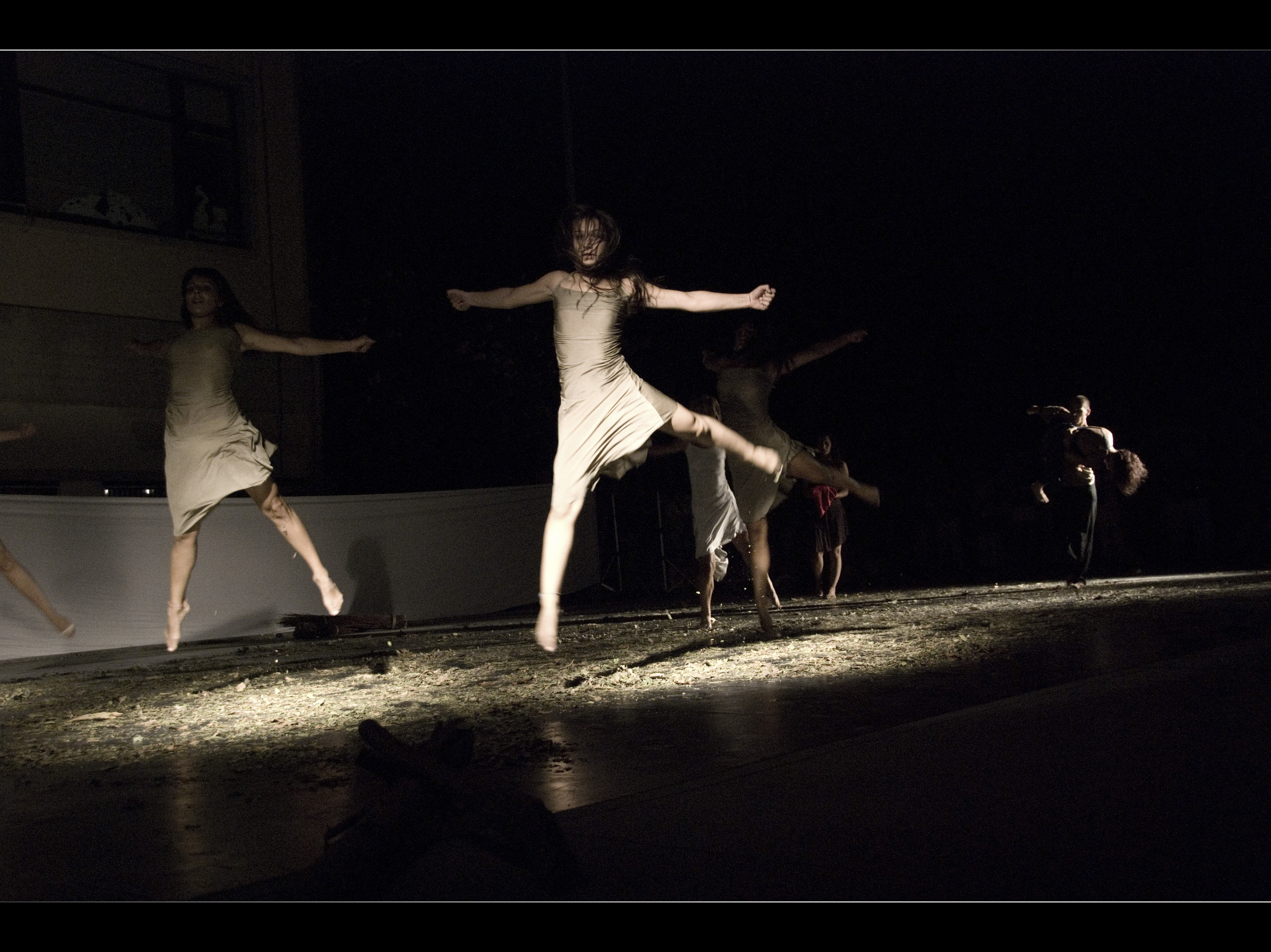
La consagració de la primavera, en una presentació de 2009

La consagració de la primavera, habitualment referit amb el títol original en francès, Le Sacre du printemps (en rus: Весна священная, Vesna svjaščennaja) és un ballet coreografiat per Vaslav Nijinski amb música del compositor rus Ígor Stravinski, que va ser estrenat l'any 1913.
Mentre que el títol rus significa literalment "Sagrada Primavera", el títol català està basat en el francès, sota el qual l'obra va ser estrenada, traduint més precisament sacre com "consagració". Porta el subtítol "Quadres de la Rússia pagana" (en francès: Tableaux de la Russie païenne).
A més de Nijinski, posteriorment aquesta composició musical ha inspirat nombrosos altres grans coreògrafs de dansa del segle xx, com per exemple Maurice Béjart, Pina Bausch, Martha Graham, Angelin Preljocaj, Mary Wigman, Uwe Scholz i Emanuel Gat, que han fet les seves pròpies versions del ballet original.

## Composició i acollida de la crítica

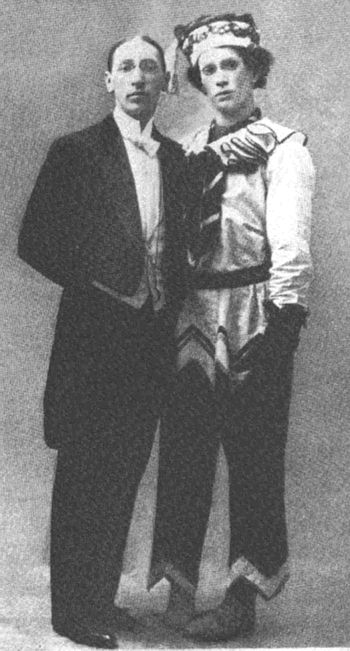
Ígor Stravinski i Vàtslav Nijinski

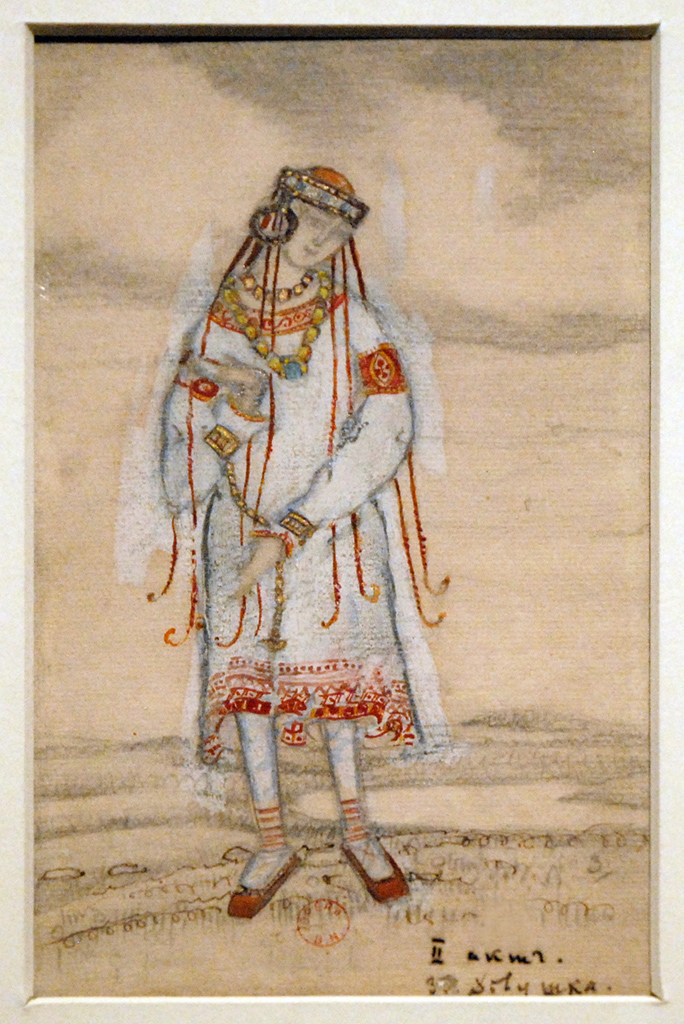
Disseny de Nicolas Roerichpel vestit de la noia escollida

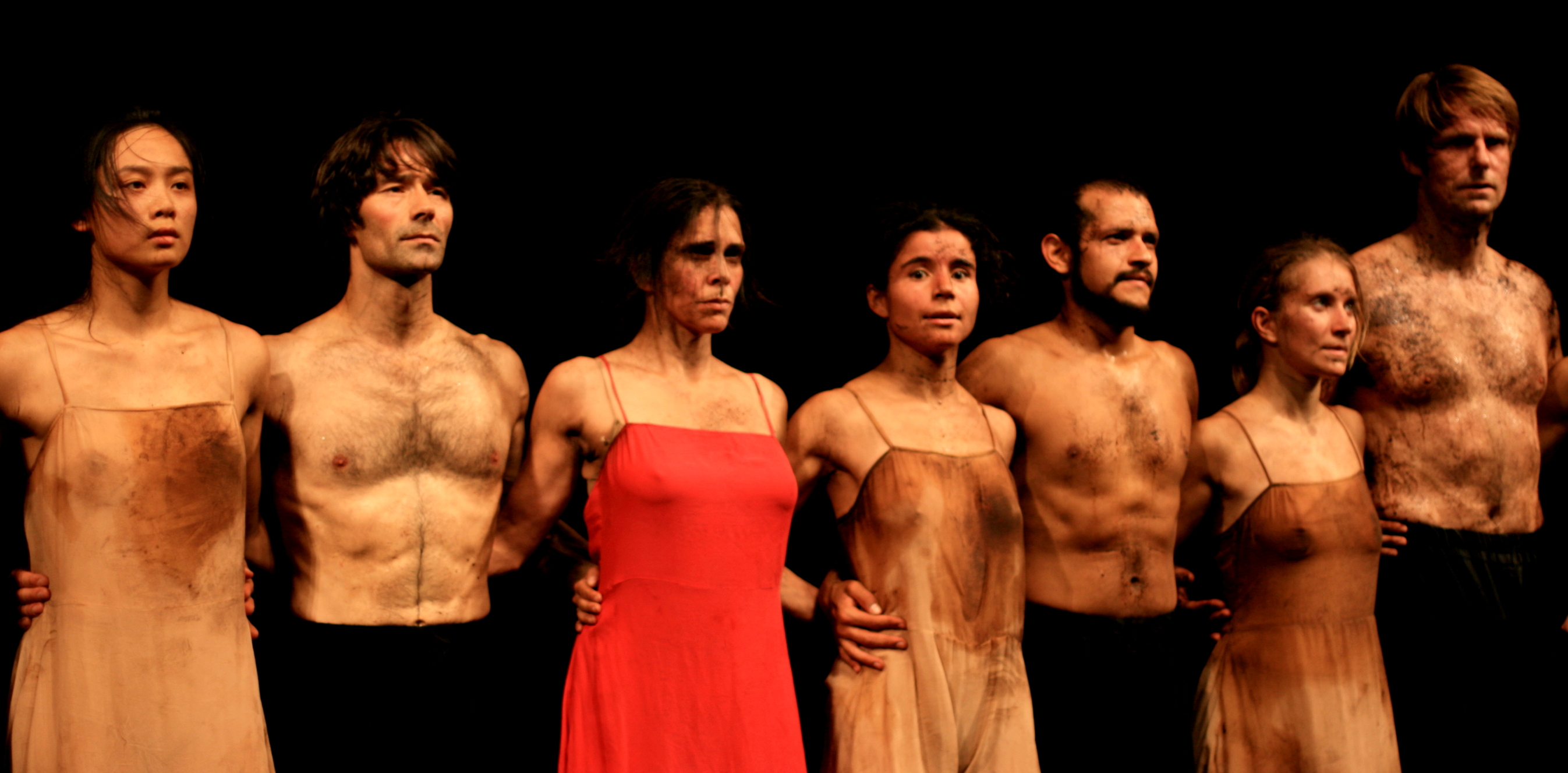
Aquesta composició musical ha inspirat nombrosos altres grans coreògrafs de dansa del, com per exemple Pina Bausch

Després d'ocórrer-se-li la idea de la peça l'any 1910, arran d'una visió fantàstica d'un ritual pagà (la visió fugitiva d'una jove dansant fins a la mort) mentre componia L'ocell de foc, Stravinski va començar a formar esbossos i idees per a aquesta, amb l'ajuda de l'arqueòleg i folklorista Nikolai Roerich. Tot i que no va poder dedicar-s'hi prioritàriament durant un any, a causa del treball en Petruixka —la qual va voler lleugera i burlesca en contrast amb la intensitat simfònica de La consagració de la primavera— l'obra va avançar entre 1912 i 1913. El destí de l'obra eren els Ballets Russos de Serguei Diàguilev. Roerich va ser una part fonamental en la creació de l'obra, inspirant-se en escenes de ritus ancestrals, fins al punt que Stravinski es referia a l'obra com «el nostre fill». Després de moltes revisions, algunes gairebé fins al mateix dia de l'estrena, l'obra es va presentar el 29 de maig de 1913 al Théâtre des Champs-Élysées de París, amb direcció de Pierre Monteux.
Els Ballets Russos van posar en escena la primera representació. La partitura, intensament rítmica, i la posada en escena primitivista —un conjunt d'escenes sobre la Rússia pagana— van xocar a l'audiència, més acostumada als convencionalismes del ballet clàssic. La coreografia de Vàtslav Nijinski va apartar-se radicalment de l'estil clàssic. A diferència de les harmonioses i gracioses línies del ballet tradicional, braços i cames se sacsejaven violentament. Els ballarins ballaven més des de la seva pelvis que des dels peus, un estil que posteriorment va influir sobre Martha Graham. Stravinski va descriure posteriorment, a la seva autobiografia, el procés de creació coreogràfica de Nijinski: «el pobre noi no sabia res de música», afegint que Nijinski «es va veure superat per una tasca que ultrapassava la seva capacitat». Així, mentre que el músic lloa Nijinski com a ballarí, es mostra frustrat amb el seu treball de coreògraf.
La complexitat de la música i els violents passos de ball representant la fertilitat van començar a provocar xiulades de desaprovació del públic, i després hi va haver sorolloses discussions entre els favorables i els oposats a l'obra. Aquestes discussions van ser seguides per crits i baralles als corredors. L'agitació entre el públic va desembocar finalment en un avalot. La policia de París va fer acte de presència, però només van ser capaços de restaurar l'ordre de manera limitada. El caos va regnar al llarg del que restava de representació, i el mateix Stravinski es trobava tan afectat per l'escàndol que va abandonar el teatre, plorant, a mitja representació. S'ha dit que el compositor Camille Saint-Saëns va abandonar ràpidament la representació (tot i que el mateix Stravinski diria posteriorment «No sé qui es va inventar la història que estava present en l'estrena i que va anar-se'n immediatament»), suposadament enfurismat per l'ús "incorrecte" del fagot en els primers compassos de l'obra.
Stravinski va córrer darrere de l'escenari, on Diàguilev es trobava apagant i encenent els llums en un intent d'apaivagar els ànims de l'audiència. Nijinski, dret damunt d'una cadira, s'inclinava (tant que Stravinski va haver de subjectar-li la túnica) i udolava els números als ballarins, que no podien sentir l'orquestra (això era vertaderament difícil, atès que els números russos per damunt de deu són polisil·làbics, com divuit: vosemnadsat).
Tot i que Nijinski i Stravinski estaven decebuts, Diàguilev (crític d'art, a més d'empresari de ballet) va comentar-hi que l'escàndol era «just el que jo esperava». La música i la coreografia van ser considerades bàrbares i sexuals, aspectes que es van considerar l'origen de l'avalot; però també és cert que hi va haver tensions socials i polítiques en l'entorn que van contribuir a l'escàndol. Tot i que la coreografia original de Nijinski s'ha perdut, l'obra és actualment una peça de repertori de les companyies de ballet de tot arreu, i ha estat coreografiada per diverses personalitats de la dansa, com ara Pina Bausch i Sir Kenneth MacMillan.
El ballet va completar les sis representacions programades en un ambient de controvèrsia, tot i que les representacions no van patir més interrupcions. Els mateixos intèrprets van representar l'obra a Londres el mateix any. Tant Stravinski com Nijinski van continuar treballant, però cap dels dos no va tornar a crear una obra amb un estil tan intens i punyent. L'estrena als Estats Units d'Amèrica va ser en versió de concert, l'any 1924.
Stravinski va arranjar l'obra per a piano a quatre mans abans de concloure'n l'orquestració. A més, va efectuar constants revisions de la partitura, tant per raons musicals com per raons pràctiques, fins i tot després de l'estrena i en els anys següents. La transcripció per a piano a quatre mans va ser estrenada pel mateix autor i Claude Debussy. Aquesta va ser la forma com es va publicar per primera vegada l'obra, l'any 1913, mentre que la partitura per a orquestra va haver d'esperar l'any 1921, en què va ser publicada per Éditions Russes de Musique. A causa de l'esclat de la Primera Guerra Mundial, hi va haver poques representacions de l'obra en els anys següents, i l'arranjament per a piano a quatre mans en va esdevenir la principal via de difusió. Aquesta versió encara s'interpreta amb certa freqüència.
Stravinski també va fer dos arranjaments de la Consagració per a pianola. A finals de 1915, l'Aeolian Company de Londres va demanar permís per editar en roll de pianola la Consagració i Petruixka, i a principis de 1918 el compositor va fer diversos esbossos que poguessin ser utilitzats en els passatges més complexos. També a causa de la guerra, els treballs van retardar-se, i els rolls només van poder eixir al mercat a finals de 1921. En aquesta època, Stravinski ja havia fet un arranjament senzill per a Pleyela, branca per a la fabricació de pianoles de la firma de pianos parisenca Pleyel.
Els rolls originals (màster) de la Pleyela/Pianola no es van gravar usant cap "piano d'enregistrament" tocat per cap pianista en temps real, sinó que van ser elaborats de manera mecànica; per tant, no van estar subjectes a les limitacions de la interpretació humana. Com ha dit el musicòleg William Malloch, en aquests rolls la secció final és en un "tempo" considerablement ràpid, en relació amb la resta de la composició, del que indica la partitura orquestral que s'utilitza avui dia. A més, Malloch opina, segons aquesta evidència, les revisions de la partitura per part del compositor i un limitat nombre d'enregistraments fonogràfics primerencs, que Stravinski inicialment s'estimava més un tempo més ràpid, però que un nombre significatiu dels intèrprets d'aleshores eren simplement incapaços de fer front a la complexitat d'aquesta secció en un tempo tan accelerat. Davant d'aquesta restricció Stravinski revisà les indicacions de tempo. Hi ha un enregistrament de 1990, del director Benjamin Zander, que inclou la versió per a pianola i la versió orquestral amb les indicacions de tempo primitives.

## Temes

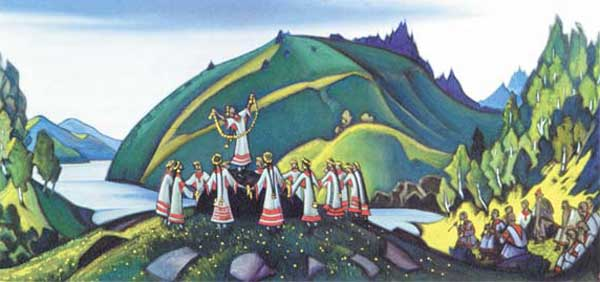
La consagració de la primavera

La consagració de la primavera consisteix en una sèrie d'episodis que descriuen un salvatge ritual pagà de primavera: «... els savis ancians estan asseguts en cercle i observen la dansa que precedeix la mort de la jove que s'ofereix com a sacrifici al déu de la Primavera, amb l'objectiu de guanyar la seua benvolença», va dir Stravinski a propòsit de la imatge que li havia inspirat l'obra. Tot i que la música pot interpretar-se amb gran èxit com a peça de concert, la seua concepció fa que estiga inextricablement lligada de la dansa. L'obra està dividida en dues parts, que comprenen les següents escenes:
Part I: Adoració de la Terra
- Introducció Arxivat 2011-09-29 a Wayback Machine.
- Els auguris de la Primavera (Danses de les adolescents) Arxivat 2011-09-29 a Wayback Machine. (Les augures printaniers, Danses des adolescentes)
- Joc del rapte Arxivat 2011-09-29 a Wayback Machine. (Jeu du rapt)
- Rondes primaverals Arxivat 2011-09-29 a Wayback Machine. (Rondes printanières)
- Joc de les tribus rivals Arxivat 2011-09-29 a Wayback Machine. (Jeu des cités rivales)
- Processó del Savi Arxivat 2011-09-29 a Wayback Machine. (Cortège du sage)
- El savi (Le sage)
- Dansa de la Terra (Danse de la terre)

Part II: El sacrifici
- Introducció Arxivat 2011-09-29 a Wayback Machine.
- Cercles misteriosos de les adolescents Arxivat 2011-09-29 a Wayback Machine. (Cercles mystérieux des adolescentes)
- Glorificació de l'elegida Arxivat 2011-09-29 a Wayback Machine. (Glorification de l'Élue)
- Evocació dels ancestres Arxivat 2011-09-29 a Wayback Machine. (Évocation des ancêtres)
- Acció ritual dels ancestres (Action rituelle des ancêtres)
- Dansa del sacrifici (L'elegida) Arxivat 2011-09-29 a Wayback Machine. (Danse sacrale (l'Élue))

Encara que les melodies poden semblar basades en temes folklòrics com a mitjà per a evocar els temps primitius, l'única melodia que Stravinski va reconèixer com a inspirada directament en un tema popular és la de l'inici, en primer lloc a càrrec del fagot sol. No obstant això, alguns altres temes mostren una gran similitud amb melodies populars recollides en l'Antologia Juskiewicz de música popular lituana.

## Característiques musicals
La música de Stravinski és harmònicament arriscada, amb èmfasi en les dissonàncies deliberades. Rítmicament pot dir-se el mateix, amb certes seccions que canvien constantment el tempo i amb accents impredecibles i inusuals. La tècnica que empra s'ha denominat sovint primitivisme. Pot veure's un exemple tot seguit (de l'obertura de la secció final, la "Dansa del sacrifici"): 
D'acord amb George Perle la «intersecció d'elements inherenment diatònics no simètrics amb elements inherentment simètrics no diàtonics sembla... el principi definidor del llenguatge musical de La consagració i la font de la particular tensió i la conflictiva energia de l'obra».
Més encara, «el diatonicisme de Le Sacre du printemps no s'entendria en el sentit restrictiu del sistema major/menor, sinó en termes de quelcom més fonamental. Com la divisió simètrica de l'escala de dotze notes en Le Sacre, el seu diatonicisme també pot ser explicat en termes de cicles intervàl·lics - més simplement i coherentment, de fet, que en temes de modes i escales tradicionals. Amb l'única excepció de l'interval tipus 5, cada tipus d'interval des de l'1 al 6 dividirà l'espai d'una octava en segments iguals. Un segment de set notes del cicle intervàl·lic C5, augmentat a l'amplada d'una octava, divideix l'octava en intervals desiguals - 'tons' i 'semitons'».
El punt en què es produeix la transició entre el que Perle considera el tema inicial de la introducció i el tema del fagot sol, en els compasos 1-3, és un tríton simètric dividit per terceres menors, resultant en un cicle intervàl·lic C3. Com en l'obra d'Edgar Varèse Density 21.5, "va dividir l'interval d'un tríton en dues terceres menors i va diferenciar aquestes doblement omplint l'amplada de la tercera superior -primer cromàticament i després amb una simple nota determinada - i deixant la tercera inferior oberta". El tema es repeteix "truncat" en 7-9, el motiu inicial només en 13, i després complet, transposat avall un semitò, cinquanta-tres compasos després, 66, i al final del moviment com "cb-bb-ab" en lloc de l'estructura "c-b-a" del motiu inicial (p. 81-82).
Com a Density 21.5, això "implica la completa representació de cada divisió del cicle intervàl·lic C3." C30 comença en el motiu inicial c-b-a i es completa pel tema principal que hi segueix immediatament. No obstant "per altra banda, el cicle C3 atonal s'inicia amb una tercera menor que és clarament diatònica i tonal" (p. 83). d'aquesta manera La consagració de la primavera té quelcom en comú amb el Núm. 33 dels 44 Duets per a violí de Béla Bartók, "Cançó de la collita", que, "juxtaposa les interpretacions tonals i atonals del mateix tetracord de quarta perfecta." (p. 86).

## Orquestració

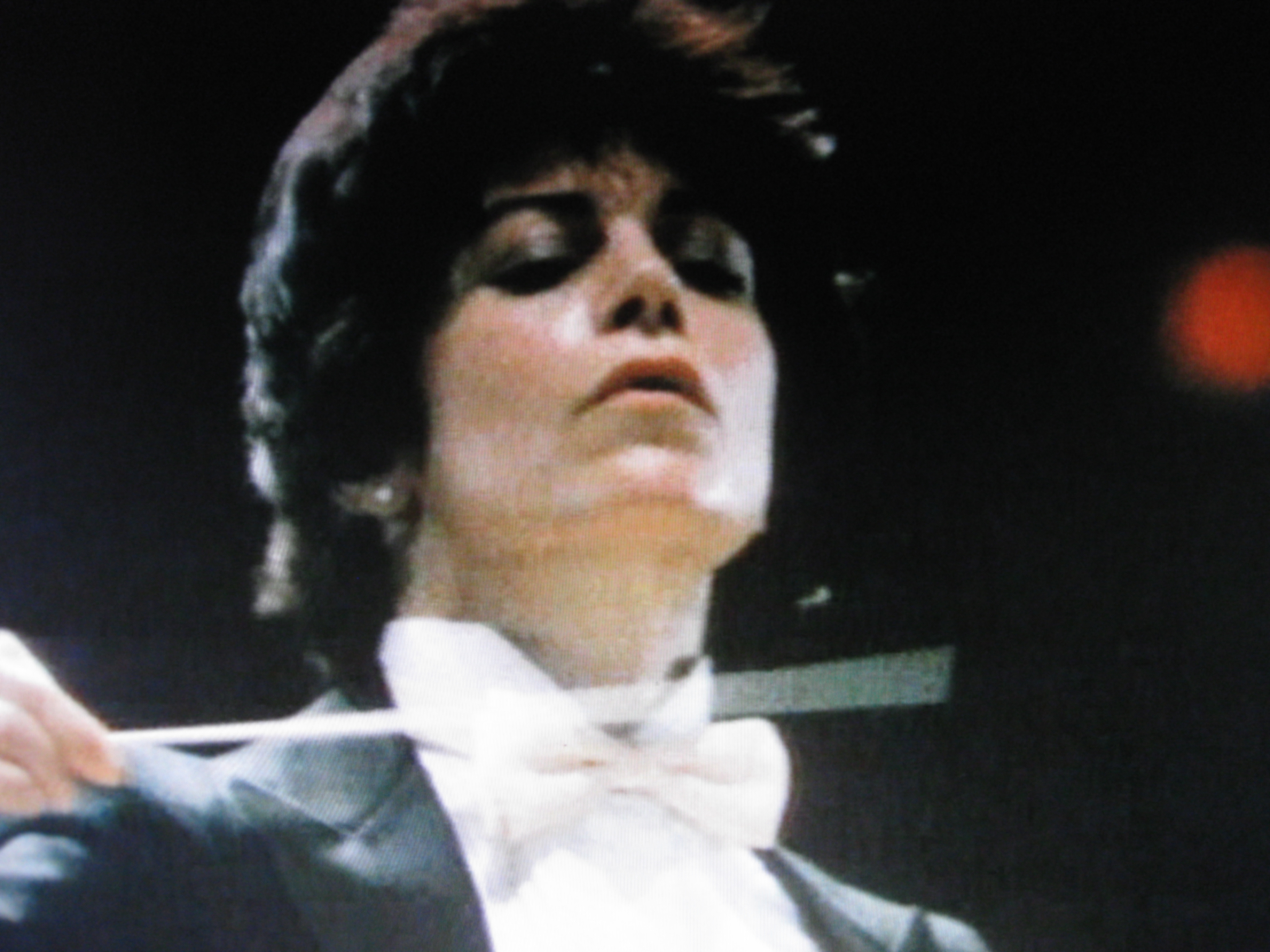
JoAnn Falletta dirigint la Queens Philharmonic Orchestra interpretant La consagració de la primavera, en 1986

La consagració de la primavera està instrumentada per a gran orquestra. Respecte als instruments de vent de fusta, calen 1 piccolo, 3 flautes (3a doblada a piccolo 2), flauta contralt, 4 oboès (4t doblat a corn anglès 2), corn anglès, clarinet soprano en re o mi bemoll, 3 clarinets soprano en la o si bemoll (3r doblat a clarinet baix 2), clarinet baix en si bemoll, 4 fagots (4t doblat a contrafagot 2), i contrafagot. Pel que fa als instruments de metall, calen 8 trompes en fa (7a i 8a doblades a tuba wagneriana tenor en si bemoll), trompeta piccolo en re, 4 trompetes en do (4a doblada a trompeta baix en mi bemoll), 3 trombons, 2 tubes. Respecte de la percussió, timbals (2 instrumentistes, amb almenys 5 timbals, incloent-hi un timbal piccolo), bombo, triangle, pandereta, gong, güiro, cròtals en la i si bemoll, i plats, a més dels instruments de corda.
Stravinski va aconseguir generar una àmplia varietat de timbres amb aquest conjunt, començant el ballet amb un tranquil i penetrant solo del fagot, i concloent amb una frenètica dansa interpretada a tutti.
Aaron Copland, en les seues monografies per a la càtedra Charles Eliot Norton de la Universitat Harvard va qualificar La consagració de la primavera com l'obra mestra de la música orquestral del Segle XX.

## "Fantasia" de Disney
La consagració de la primavera es va popularitzar més endavant a través de la pel·lícula Fantasia de Walt Disney, de l'any 1940, un film de dibuixos animats en el qual s'afegien històries i personatges imaginatius a diverses obres musicals. En les notes que acompanyaven l'enregistrament fet pel mateix Stravinski l'any 1961 per a Columbia Records, s'hi transcrivia una entrevista al compositor, en la qual aquest reconeixia haver rebut 1.200 $ (la seua part d'un total de 5.000 $) per l'ús de la seua música en la pel·lícula, explicant que atès que la música no disposava de copyright als Estats Units, podia ser usada sense cap permís, però que el pagament era necessari atès que el film anava a ser distribuït en altres països. Per a facilitar l'adaptació de la música a la història narrada, va haver de ser eliminada una important porció de la Part I, o bé va ser traslladada o repetida. Stravinski va qualificar d'«execrable» la interpretació i particularment va considerar que el fragment en qüestió «palesava un perillós desconeixement».
Els estudis Walt Disney van contraatacar aquestes declaracions fent públics detallats reportatges i fotos de Stravinski visitant l'estudi amb ocasió d'una primera projecció de la seqüència. «Ah, sí! Això és justament el que jo volia dir, supose!» va bromejar. Se'l pot veure en diverses fotografies somrient i subjectant algunes maquetes dels personatges, i després d'assistir a la projecció, va atorgar a Disney els drets cinematogràfics de L'ocell de foc per a una eventual segona part de Fantasia.
Els estudis Disney mantenen que el canvi d'opinió de Stravinski en els anys següents els va sorprendre. En la més estranya versió que Stravinski va donar de la història, va afirmar que només va atorgar els drets sobre L'ocell de foc després de la intervenció personal del mateix Walt Disney, qui va dir al compositor que amb el seu consentiment o no, anava a utilitzar L'ocell de foc, de manera que era millor que hi acceptara i agafara els diners. Aquesta versió no sembla massa creïble, i la mateixa família Disney manté que Stravinski no va ser sincer, per qualsevol raó personal. El nebot de Walt Disney, Roy E. Disney va utilitzar posteriorment L'ocell de foc per a la pel·lícula Fantasia 2000.
La consagració de la primavera és la quarta peça en ser interpretada en la pel·lícula, il·lustrant «la seqüència de l'evolució de la vida en la terra» d'acord amb la narració que l'acompanya (llegida per Deems Taylor). S'hi mostra l'aparició de simples formes de vida, l'evolució fins als dinosaures i la destrucció d'aquests. La pel·lícula no va ser considerada un èxit en el seu temps, però després ha estat lloada com una forma ambiciosa i intel·ligent d'usar l'animació junt amb l'art seriós.

## Com a banda sonora
Molts compositors de cinema s'han vist influïts per La consagració de la primavera, de vegades fent-ne al·lusions indirectes. Per exemple, John Williams, en el tema de la mar de dunes de Tatooine en la banda sonora original de Star Wars, comença amb una permutació de la introducció de la Part II de La consagració de la primavera. Per altra banda, en la banda sonora de Jerry Goldsmith per a Outland —el clàssic de ciència-ficció de Peter Hyams— es poden escoltar cites de la partitura de Stravinski en diversos moments. La motivació específica per a aquestes cites/homenatges/préstecs no sempre és evident; però en les notes de l'edició especial de la banda sonora de Star Wars Episode IV: A New Hope, es recull una declaració de John Williams en el sentit que havia trencat una de les seues regles d'or, en escoltar l'esbós sonor de Lucas. La increïble similitud entre el tema de les dunes i la introducció de la segona part de l'obra de Stravinski, suggereix que George Lucas podia haver utilitzat aquesta darrera com a música provisional de l'escena.

## Enregistraments destacats
- Pierre Monteux dirigint l'Orquestra Simfònica de Boston, RCA, enregistrament de 1951 (mono)
- Leonard Bernstein dirigint la New York Philharmonic, Sony, enregistrament de 1958
- Ígor Markevitch dirigint la Philharmonia Orchestra, Testament, enregistrament de 1959
- Ígor Stravinski dirigint l'Orquestra Simfònica de Columbia, Sony, enregistrament de 1960
- Karel Ančerl dirigint l'Orquestra Filharmònica Txeca, Supraphon, enregistrament de 1963
- Herbert von Karajan dirigint l'Orquestra Filharmònica de Berlín, Deutsche Grammophon, enregistrament de 1964
- Seiji Ozawa dirigint l'Orquestra Simfònica de Chicago, RCA, enregistrament de 1968
- Pierre Boulez dirigint l'Orquestra de Cleveland, Sony, enregistrament de 1969
- Herbert von Karajan dirigint l'Orquestra Filharmònica de Berlín, Deutsche Grammophon, enregistrament de 1977
- Lorin Maazel dirigint l'Orquestra de Cleveland, Telarc, enregistrament de 1980
- Benjamin Zander dirigint l'Orquestra Filharmònica de Boston, IMP, inclou la versió per a pianola, enregistrament de 1990
- Alexander Rahbari dirigint la BRT Philharmonic Orchestra, Brussel·les, Naxos Records, enregistrament de 1990
- Charles Dutoit dirigint l'Orquestra Simfònica de Montreal, London/Polygram, enregistrament de 1990
- Pierre Boulez dirigint l'Orquestra Simfònica de Londres, RM Arts (DVD/VHS), enregistrament de 1993
- Michael Tilson Thomas dirigint la San Francisco Symphony, RCA, enregistrament de 1996
- Valery Gergiev dirigint l'orquestra de l'Òpera Kirov, Philips, enregistrament de 1999
- Esa-Pekka Salonen dirigint la Los Angeles Philharmonic, Deutsche Grammophon, Hybrid SACD, enregistrament de 2006

Stravinski va felicitar Leonard Bernstein pel seu enregistrament de l'any 1958, amb una única exclamació: « Wow! » En una detallada crítica del primer enregistrament de Herbert von Karajan, l'any 1964, Stravinski va menysprear la versió com a «massa polida», «uns salvatges adorables, en lloc d'uns de vertaders», i va qualificar Action rituelle des ancetres com «tempo di hoochie-coochie» i «més maldestra que els dinosaures moribunds de Disney». Va concloure dient: «Dubte que La consagració puga ser interpretada de manera satisfactòria en el context de les tradicions de Herr von Karajan».